# 1. SC Göttingen 05
1. SC Göttingen 05 – niemiecki klub piłkarski, mający siedzibę w mieście Getynga, leżącym w kraju związkowym Dolna Saksonia, działający w latach 1905–2003.

## Historia
- 1907 – został założony jako Göttinger FC 05
- 1920 – zmienił nazwę na VfR 05 Göttingen
- 1921 – zmienił nazwę na 1.SC Göttingen 05
- 1945 – został rozwiązany
- 1945 – został na nowo założony jako SV Schwarz-Gelb 05 Göttingen
- 1948 – zmienił nazwę na 1.SC Göttingen 05
- 2003 – został rozwiązany (ogłosił upadłość)
- 2003 – został na nowo założony jako 1.FC Göttingen 05
- 2005 – połączył się z klubem RSV Geismar tworząc RSV Göttingen 05

## Sukcesy
- 5 sezonów w Gaulidze Niedersachsen (1. poziom): 1933/34, 1936/37 i 1940/41-42/43.
- 2 sezony w Oberlidze Niedersachsen-Süd (1. poziom): 1945/46-46/47.
- 10 sezonów w Oberlidze Nord (1. poziom): 1948/49-57/58.
- 5 sezonów w Bezirksklasse Südhannover (2. poziom): 1934/35-35/36 i 1937/38-39/40.
- 1 sezon w Landeslidze Hildesheim (2. poziom): 1947/48.
- 8 sezonów w Amateuroberlidze Niedersachsen-Ost (2. poziom): 1958/59-1963/64.
- 10 sezonów w Regionallidze Nord (2. poziom): 1964/65-73/74.
- 4 sezony w 2. Fußball-Bundesliga Nord (2. poziom): 1974/75-76/77 i 1980/81.
- 16 sezonów w Amateur-Oberlidze Nord (3. poziom): 1977/78-79/80 i 1981/82-93/94.
- 4 sezony w Regionallidze Nord (3. poziom): 1994/95, 1996/97-97/98 i 1999/00.
- mistrz Bezirksklasse Südhannover (2. poziom): 1936, 1938, 1939 i 1940
- mistrz Landesliga Hildesheim (2. poziom): 1948 (awans do Oberligi Nord)
- mistrz Oberliga Niedersachsen-Bremen (4. poziom): 1999 (awans do Regionalligi Nord) oraz 2001 (przegrał mecze barażowe o awans do Regionalligi Nord)
- wicemistrz Regionalliga Nord (2. poziom): 1966, 1967 i 1968 (przegrywał mecze barażowe o awans do Bundesligi)
- wicemistrz Amateur-Oberliga Nord (3. poziom): 1980 (awans do 2. Bundesligi Nord)
- wicemistrz Oberliga Niedersachsen-Bremen (4. poziom): 1996 (awans do Regionalligi Nord)